# Sophie Tucker
Sophie Tucker (Tulcsin, Orosz Birodalom, 1886. január 13. – New York, 1966. február 9.) amerikai énekesnő, komikus, színésznő.
Hároméves volt, amikor szülei a pogromok elől az Egyesült Államokba menekültek. Connecticutban vettek egy éttermet. Sophie ott kezdett fellépni. Tizenhét éves korában férjhez ment egy Louis Tuck nevű férfihoz, ebből származik az amerikai vezetékneve. A házasság mindössze egy évig tartott, és Sophie Tucker New Yorkba költözött.
Még kétszer ment férjhez, de egyik házassága sem tartott öt évig.
1905 körül mulatókban lépett fel.

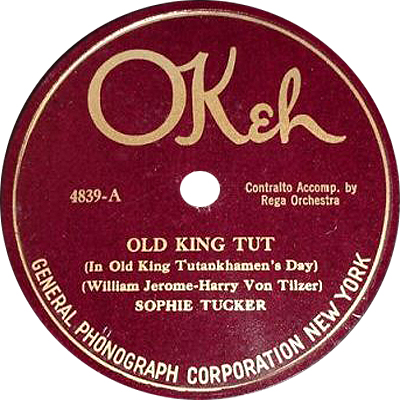

Profi karrierjét komikus színésznőként kezdte, vaudeville-előadásokban, kabarékban lépett fel, amellett zongorázott. Erősen maszkírozva afroamerikai dalokat énekelt majd jiddis dalokat is. Szerepelt az 1909-es Ziegfeld Follies revüben, majd fellépett music hallokban is. 1914-ben sikert aratott a  New York-i Palace Theatre-ben.
Első dalát 1911-ben vették lemezre: ez a dal (Some of These Days) vált a védjegyévé. Széles körben ismertté az 1925-ös My Yiddishe Momme tette.
Amikor igazán beindult a karrierje lemezfelvételek tucatjai készültek vele, továbbá kabaré- és revüszámokban, film- és musicalszerepekben tündökölt. Gene Kelly, Frank Sinatra, és sokan mások voltak partnerei.
Nem egy sikeres filmben játszott (Honky Tonk; 1929, Broadway Melody of 1937,  Follow the Boys; 1944, stb.). A Some of These Days című önéletrajzi könyve 1945-ben jelent meg.
1963-ban az életéről musicalt írtak.

## Filmjei
- 1957 The Joker Is Wild
- 1952-1953 Four Star Revue (tévésorozat)
- 1944 Sensations of 1945
- 1944 Follow the Boys
- 1937 Thoroughbreds Don't Cry (Tizenhatévesek; fsz.: Judy Garland, Mickey Rooney)
- 1937 Broadway Melody of 1938
- 1934 Gay Love
- 1929 Honky Tonk
- 1920 A Social Sleuth (rövidfilm)